# Caryl Lincoln
Caryl Lincoln (Oakland, 16 novembre 1903 – Los Angeles, 20 febbraio 1983) è stata un'attrice statunitense.

## Biografia
Iniziò la carriera di attrice nel 1927 con alcuni cortometraggi e il film d'avventura  Wolf Fangs di Lewis Seiler, con il cane Thunder. Tutta la sua attività, nelle parti di rilievo, rimase confinata ai film western, mentre negli altri generi dovette accontentarsi di modesti ruoli spesso nemmeno accreditati.
Fu scelta tre le tredici promesse WAMPAS Baby Stars del 1929, proprio l'anno in cui non prese parte a nessun film, e nel 1930 recitò unicamente inThe Land of Missing Men con Bob Steele. La sua carriera si concluse sostanzialmente nel 1934 con una piccola parte nel film Charlie Chan's Courage.
Caryl Lincoln continuò con ruoli minori non accreditati fino agli anni sessanta, e partecipò anche ad alcuni telefilm della serie The Lucy Show, con Lucille Ball. Dopo la morte del marito si ritirò definitivamente dalle scene e morì nella sua casa nelle Woodland Hills nel 1983, a 79 anni.

## Vita privata
Si sposò con l'attore Bert Stevens, fratello maggiore di Barbara Stanwyck. Ebbero un figlio e rimasero sposati fino alla morte di lui, avvenuta a dicembre 1964.

## Filmografia parziale

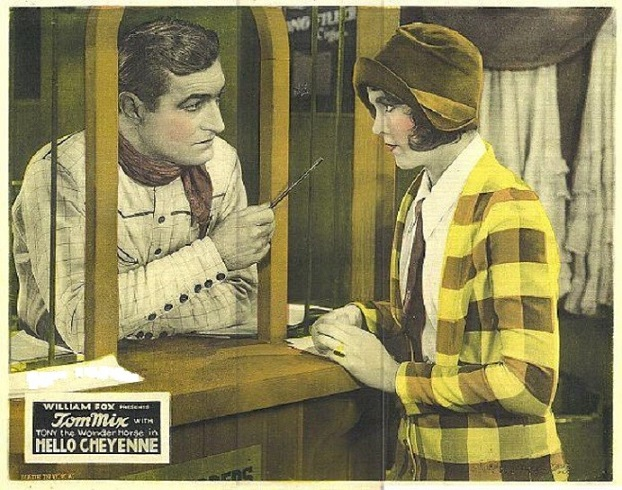
Nel film Hello Cheyenne con Tom Mix

- Slippery Silks (1927)
- Hello Cheyenne (1928)
- Tracked (1929)
- The Land of Missing Men (1930)
- Quick Trigger Lee (1931)
- Cyclone Kid (1931)
- Tangled Fortunes (1932)
- Thrill of Youth (1932)
- The Lost Special (1932)
- Man on Action (1933)
- Charlie Chan's Courage (1934)

## Riconoscimenti
- WAMPAS Baby Star
  - 1929 – Vinto